# Critica liberale
Critica liberale è una rivista politica fondata nel 1967, in quattro serie; è diretta da Enzo Marzo.
Attualmente la rivista ha cadenza annuale ed è edita da Biblion edizioni.

## Storia
Nata negli anni '60 come agenzia stampa della sinistra interna al Partito Liberale Italiano di quel tempo, la testata è dal 1974 una rivista liberale indipendente da ogni forza politica italiana; dal 1994 Critica liberale è anche una fondazione che, assieme alla rivista, cerca di dare espressione e continuità a una tradizione politica e di pensiero che ha le sue radici nel liberalismo europeo, nella tradizione laica e illuminista, nell'impegno per i diritti civili e per l'integrazione federale dell'Europa democratica.
La rivista è espressione del liberalismo di sinistra e del pensiero laico italiano, seguendo la tradizione che ha avuto per protagonisti figure come Giovanni Amendola e Benedetto Croce, Piero Gobetti e i fratelli Rosselli, Gaetano Salvemini ed Ernesto Rossi, Luigi Einaudi e Il Mondo di Mario Pannunzio, gli "azionisti" e Norberto Bobbio.
A partire dal gennaio 2005 Critica liberale pubblica, un “Rapporto annuale sulla secolarizzazione e la laicità in Italia”, basato su una capillare raccolta di dati sullo stato della laicità delle istituzioni e sulla secolarizzazione della società italiana; dal 2011 pubblica una "ricerca sulla presenza delle confessioni religiose nella televisione". 
Critica liberale pubblica anche, come supplemento, il quindicinale on line non mollare che prende il nome dal foglio stampato clandestinamente, tra il gennaio e l'ottobre 1925, su iniziativa di un gruppo di intellettuali fiorentini di orientamento liberal-democratico e social-riformista: Piero Calamandrei, Fratelli Rosselli, Ernesto Rossi, Gaetano Salvemini e Nello Traquandi 
Critica liberale è membro del Coordinamento delle riviste italiane di cultura.

## Linea editoriale
"Critica Liberale si oppone all'ondata di ciarlatani populisti nel sistema politico e la società italiana, denunciando una presunta sua corruzione economica, politica, civica e culturale, e l'estremo clericalismo oscurantista che ha reimpostato artificialmente sul paese, i suoi innati istinti anti-europei".
Rappresenta l'erede naturale dell'esperienza culturale de Il Mondo di Mario Pannunzio.
Dal 2018 pubblica con Biblion Edizioni.